# Oreobolus tholicarpus
Oreobolus tholicarpus là loài thực vật có hoa trong họ Cói. Loài này được D.I.Morris mô tả khoa học đầu tiên năm 2001.